# Quint Eli Petus (pontífex)
Quint Eli Petus (llatí: Quintus Aelius P. f. Paetus) va ser un magistrat romà que va viure al segle iii aC. Formava part de la gens Èlia i era de la família dels Petus.
L'any 217 aC va presentar la seva candidatura per ser cònsol el 216 aC, però no va sortir elegit. Era pontífex l'any 216 aC, quan va morir combatent a la batalla de Cannes contra els cartaginesos comandats per Hanníbal.